# Жиделі (Ариська міська адміністрація)
Жиделі́ (каз. Жиделі) — село у складі Ариської міської адміністрації Туркестанської області Казахстану. Адміністративний центр Жиделинського сільського округу.
У радянські часи село називалось Ферма № 2 совхоза Баїркум.
Населення — 1632 особи (2021; 1673 у 2009, 1399 у 1999, 1128 у 1989).